# Della diceosina o sia della Filosofia del Giusto e dell'Onesto
Della diceosina o sia della filosofia del giusto e dell’onesto  è un'opera dell'abate Antonio Genovesi (1713-1769) pubblicata a Napoli nel 1766 che fa parte di un corso completo di Istituzioni filosofiche per gli giovanetti, comprendente anche le opere della Logica per gli giovanetti (Napoli 1766), e delle Scienze metafisiche per gli giovanetti (ibid. 1767). L'opera sarà definita «il primo trattato di morale pubblicato in Europa, interamente fondato sul moderno linguaggio dei diritti dell'uomo»  .

## La legge e la morale per la felicità
Il fine dello scritto è quello di portare da dimensione personale a diritto positivo il concetto della felicità di modo che per ciascuno essa sia garantita dalla natura stessa che stabilisce «altra regola di virtù (che è quanto dire di felicità, cioè dell'essere il men che si può inquieti e miseri) che questa: Jus suum unicuique tribue . [La natura] presentandoci de'gran beni dove ci piaccia seguirla e gravissima miseria dove ce ne appartiamo: 
Ma il diritto naturale non è sufficiente in quanto la ricerca della felicità, perché possa essere proficua, deve basarsi sulla capacità dell’individuo di essere giusto ed onesto cioè che esso sia assoggettato alle Scienze Morali che 
 Senza la Legge e la Morale infatti l'uomo da essere razionale sarà destinato a regredire allo stato di animale.
Ogni uomo nasce con diritti ricevuti direttamente da Dio, mediante la legge Naturale, della quale può servirsi per raggiungere e accrescere la sua felicità. La legge Naturale è emanazione della Ragion di Dio, per cui è perfetta e superiore a tutte le leggi formulate dall’essere umano, seppur colto.

## La ragione e la forza
L’uomo, in quanto animale, subisce tutte le leggi dell’animalità, è smosso da bisogni e desideri naturali, dolori e piaceri. L’unico strumento a disposizione dell’individuo per sottrarsi alla sottomissione dei bisogni è la ragione, intesa come forza e dignità massima dell’uomo.
Si distinguono nell’uomo due appetiti: uno animale e uno razionale, il primo guidato dalla volontà e il secondo dall’intelletto: una distinzione questa che è puramente teorica poiché la persona non cerca la felicità determinata dal suo appetito animale o dalla ricerca razionale, ma cerca la felicità nella sua interezza:

## Il calcolo della ragione
«L'uomo è una mente unita al corpo» e quindi si deve servire della ragione che gli indica l'obbligo di calcolare «i principi, i mezzi e i fini» delle sue azioni o inerzie che tutti vanno indirizzati ad una finale legge morale. La legge della ragione si deve costituire seguendo quattro regole:
- «Un dolore, il quale ci libera da un dolore maggiore, è un bene». In tale senso, la fatica del lavoro che ci libera dalla pena della fame è un bene.
- «Un piacere, che ci priva di un più grande piacere, è un male.» Tutti i piaceri effimeri, che turbano la mente, indeboliscono le virtù, rendendo più difficile la ricerca di piaceri duraturi.
- «Un piacere, che genera dolore, è un male.» In questo caso è necessario domandarsi se sia maggiore il guadagno dovuto al piacere o la perdita dovuta alla mancanza del raggiungimento della totale felicità.
- «Un dolore che produce piacere, è un bene.» La strada scelta da Ercole, la quale, seppur difficoltosa, lo conduce alla felicità piena. [7]

## Il buono e il malvagio
Il raggiungimento del piacere è la ragione che determina il nostro agire, in base al quale distinguiamo l’individuo buono dal malvagio. Tale differenza, tra buono e malvagio, non è già insita nell’individuo nel momento della nascita, «non ci vengono forniti né abiti virtuosi, né viziosi.»  La natura dell’uomo è infatti elastica, capace di adattarsi e succube dell’adattamento stesso. Sono quindi le passioni che permettono all’uomo di regredire allo stato di malvagio, o progredire a quello di buono; sono le passioni a determinare l’elasticità stessa della natura umana, senza le quali l’esistenza sarebbe senza azione.

## La legge
Per sfuggire alla tentazione del male è necessario seguire la legge morale, che è «vera, diritta, certa, immutabile, divina e obbligatoria». Vera, dritta e certa, poiché proviene dalla natura stessa; immutabile, perché è la medesima da quando e fin quando gli uomini sono i medesimi, divina perché emanazione della ragion di Dio che ne caratterizza l’obbligatorietà. 
La legge positiva, se rispettata, permette all'uomo di vivere nell’ordine della natura, riducendo quindi al minimo i mali. 
Il conflitto tra i doveri, quando cioè un dovere contrasta un altro, per cui ad esempio: «Se non spergiuro son morto; e se spergiuro offendo i diritti della Divinità», può essere risolto seguendo queste massime di comportamento:
- «Non vi ha doveri, dove non è obbligazione, e non vi è obbligazione, dove non vi ha diritti. Dunque il conflitto dei doveri può nascere solo dal conflitto dei diritti.»,[11] per cui il conflitto dei diritti può nascere solo da detentori dei diritti stessi, quindi soggetti ragionevoli, garantiti dalla legge Naturale.
- «Nel caso di conflitto un diritto posteriore nell’ordine della natura non è diritto relativamente all’anteriore.»[12] Ciò implica che i diritti dell’individuo non possono essere fatti valere rispetto a quelli di Dio, che sono precedenti in quanto immutabili e quindi esistenti da quando l’individuo esiste.
- «Nel medesimo soggetto un diritto minore e contrario ad un diritto maggiore, in quel che si oppone al maggiore, cessa di essere diritto.». Poiché «un diritto è sempre una facoltà dataci per essere felici», il diritto maggiore è quindi quello capace di assicurarci una maggiore felicità e deve quindi prevalere sul diritto minore.
- «Dove i diritti opposti sono uguali, nessuno di essi è diritto».[13] Il principio espresso è corollario del primo, in quanto non essendoci diritti non vi è obbligazione, di conseguenza non vi è conflitto di diritti.

Genovesi definisce questi principi come gli unici capaci di «disbrigare dal Caos de' conflitti de' doveri», affermando che molti dei conflitti stessi dipendono dall’amor proprio o dalla superbia dell’uomo, non da un difetto imputabile alla legge di Natura stessa.
L’autore termina il suo trattato ribadendo l’importanza dei diritti di natura e la necessità che questi vengano riconosciuti per permettere all’uomo di raggiungere il fine per cui è stato creato: la felicità. 

## Edizione
Antonio Genovesi, Della diceosina, o sia della filosofia del giusto e dell'onesto, Milano, Dalla Società tipografica de'classici italiani, 1835